# René Farwig
René Federico Farwig Guillén (* 30. September 1935 in Valencia, Spanien) ist ein ehemaliger bolivianischer Skirennläufer deutscher Abstammung. Er war der erste Sportler Boliviens bei Olympischen Winterspielen.

## Karriere
Farwig wurde in Valencia geboren, wuchs jedoch in Deutschland auf und wanderte später nach Bolivien aus.
Die Möglichkeit zur Olympiateilnahme ergab sich, als Farwig 1955 alpiner Südamerikameister wurde. Mit geringer Unterstützung seitens Boliviens nahm er 1956 als einziger Vertreter seines Landes an den Olympischen Winterspielen von Cortina d’Ampezzo teil. Bei seinen zwei Rennstarts belegte er Rang 75 im Riesenslalom und schied im Slalom aus.
Später wanderte René Farwig nach Kanada aus, wo er Geschäftsführer eines Skigebietes bei Jasper (Alberta) wurde. Anlässlich der Olympischen Winterspiele 1980 stellten er und sein Bruder eine kleine bolivianische Mannschaft zusammen, der auch Renés Neffe Billy Farwig angehörte. Acht Jahre später unterstützte er ein bolivianisches Team bei den Olympischen Spielen von Calgary. Bei diesen Spielen war René Farwig für die olympischen Skipisten in Nakiska verantwortlich.

## Erfolge

### Olympische Winterspiele
- Cortina d’Ampezzo 1956: 75. Riesenslalom, DNF Slalom

### Weltmeisterschaften
- Cortina d’Ampezzo 1956: 75. Riesenslalom, DNF Slalom
- Bad Gastein 1958:k. A.[4]